# Musique hindoue
 (août 2014).
Si vous disposez d'ouvrages ou d'articles de référence ou si vous connaissez des sites web de qualité traitant du thème abordé ici, merci de compléter l'article en donnant les références utiles à sa vérifiabilité et en les liant à la section « Notes et références ».
La musique hindoue est la musique dévotionnelle de l'hindouisme trouvée en Inde et au Népal.

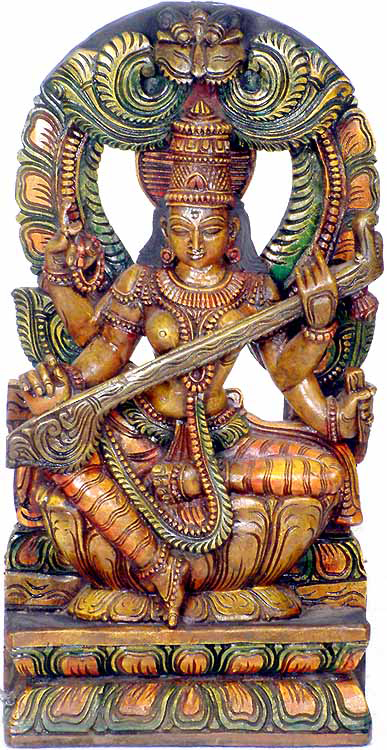
Sarasvati

Il ne faut pas la confondre avec la musique hindoustanie qui est l'une des deux musiques savantes de la musique indienne avec la musique carnatique ; elles peuvent avoir des applications religieuses en faisant état notamment de la cosmogonie hindoue dans des chants, mais elles peuvent tout aussi bien traiter de sujets profanes, n'étant pas dédiées uniquement au culte. En revanche, elles ont toutes deux une origine hindoue étant au départ consacrées aux temples et étant un cadeau des dieux. 
Parmi les divinités hindoues, on trouve Shiva jouant du tambour damaru en dansant, Ganesh et Hanuman jouant tous deux du tambour mridang, Sarasvati joue de la vîna, Krishna joue de la flûte...
La musique hindoue est essentielle aux rites car elle attire l'attention des dieux d'une part et offre une chance de libération (moksha) de la condition humaine mortelle d'autre part ; ainsi en fut-il de Gargi qui était la femme de Yājñavalkya 
dans le Rig Veda, et qui fut libérée grâce à son excellence dans le jeu de la vînâ qui fut ainsi relaté :
« Vîna Vadama Tatvagnaha, Sruthi Jathi Visharada, Talagnanacha Aprayasena, Mokshamargam Gachachathi » (Yagnavalkya Siksha)
La musique hindoue proprement dite comporte plusieurs aspects :
- une musique vocale populaire qu'on appelle indifféremment bhajan ou kirtan, selon l'origine des compositions. Elle peut être chantée n'importe où, par n'importe quel fidèle hindou.
- une musique vocale chantée dans les temples par les brâhmanes, composée de mantras sacrés en sanskrit.
- une musique instrumentale qui peut prendre plusieurs formes : ensembles de percussions (damaru, gong, cloohe) dédiés aux rituels puja ; ensembles de hautbois et percussions (shehnai et khurdak au nord, appelé party ou naubat et nagaswaram et thavil au sud, appelé periya mêlam) dédiés aux rituels et aux processions ou mariages. Ces ensembles sont attachés à des temples et sont composés de professionnels. Enfin, il existe dans la musique kéralaise, un très grand nombre de formations percussives kshetram vâdyam importantes dédiées aux rituels hindous.

Une des particularités de la tolérance indienne peut se voir dans le fait que bien souvent il s'agit de musiciens musulmans qui exécutent des musiques hindoues (dans le dhrupad ou les ensembles de temples).
Il existe aussi une musique hindoue à Bali et dans le Sud-Est asiatique, mais elle est toujours le fruit d'un syncrétisme entre celle de l'Inde et des influences musicales locales.